# Extra-terrien
Pour l'album, voir Extraterrien.
 (juillet 2025).
Pour plus de détails, voir Fiche technique et Distribution.
Extra-terrien (Lifted) est un court métrage des studios Pixar, réalisé par Gary Rydstrom et sorti en 2007.

## Synopsis
Un jeune extraterrestre vert passe le permis de conduire une soucoupe volante. Il tente notamment d'enlever un humain endormi dans la nuit, sous l'œil observateur de son inspecteur. Le film ne contient aucune parole articulée.

## Fiche technique
- Titre original : Lifted
- Titre français : Extra-terrien
- Réalisation : Gary Rydstrom
- Scénario : Gary Rydstrom d'après une histoire originale de Maxwell Brace IV et Jeff Pidgeon
- Musique : Michael Giacchino
- Production : Katherine Sarafian
- Format : couleur
- Durée : 5 minutes
- Date de sortie : 29 juin 2007 avec Ratatouille